# Epibulus
Epibulus è un genere di pesci di acqua salata appartenenti alla famiglia Labridae provenienti dall'oceano Indiano e dall'oceano Pacifico.

## Descrizione
I pesci appartenenti a questo genere si riconoscono a causa della bocca che si può allungare a formare un tubo, di solito tenuta ripiegata.
La specie di dimensioni maggiori è E. insidiator, che raggiunge i 54 cm.

## Tassonomia
In questo genere sono riconosciute soltanto due specie:
- Epibulus brevis
- Epibulus insidiator